# Aivazovske, Kirovske
Aivazovske (în ucraineană Айвазовське) este un sat în comuna Prîvitne din raionul Kirovske, Republica Autonomă Crimeea, Ucraina.

## Demografie
Componența lingvistică a localității Aivazovske
     Rusă (80,86%)
     Tătară crimeeană (15,79%)
     Ucraineană (3,35%)
Conform recensământului din 2001, majoritatea populației localității Aivazovske era vorbitoare de rusă (80,86%), existând în minoritate și vorbitori de tătară crimeeană (15,79%) și ucraineană (3,35%).